# Ковбасна (комуна)
Колбасна (укр. Ковбасна, рум. Kobasna; рос. Колбасная) — повіт на півночі Придністров'я, Молдова, який складається із трьох сіл: Ковбасна, станція Кобасна та Суха Рибниця. Контролюється самопроголошеною владою Придністров'я. Вона розташована за 2 км від кордону з Україною, в Рибницькому районі.
За даними перепису 2004 року населення комуни становило 1396 мешканців, із яких 334 (23,92 %) молдавани, 936 (67,04 %) українці та 107 (7,66 %) росіяни.

## Військовий арсенал
На території села Колбасна знаходиться великий радянський склад боєприпасів. Його називали найбільшим у Східній Європі.
Більшість оригінальних боєприпасів або зникли, або були вивезені з Колбасної під наглядом Організації з безпеки та співробітництва в Європі (ОБСЄ). Військова техніка, яку було недоцільно вивезти, була знищена на місці відповідно до вимог Молдови вивезти «звалище зброї» Придністров'я. Придністровські джерела стверджують, що Державний департамент США визнає, що процес виведення російських боєприпасів і техніки здійснювався ефективно протягом 2003 року. У 2004 році цей процес видалення був заблокований придністровською владою після зростання напруженості. Сьогодні там, як повідомляється, залишається близько 22 000 тонн військової техніки та боєприпасів, які охороняють російські війська. У цьому районі дислокується 1,5 тис. військовослужбовців Оперативного угруповання російських військ.
27 квітня 2022 року МВС ПМР повідомило, що над Колбасною літали безпілотники та стріляли по селу. У міністерстві стверджують, що дрони прибули з України. Водночас у Придністров'ї нещодавно сталося кілька нападів. Вони відбулися під час російського вторгнення в Україну в 2022 році, і, можливо, це була операція Росії або самого Придністров'я під фальшивим прапором.